# Belhade
Belhade ist eine französische Gemeinde mit 222 Einwohnern (Stand 1. Januar 2022) im Département Landes in der Region Nouvelle-Aquitaine (vor 2016: Aquitanien). Sie gehört zum Arrondissement Mont-de-Marsan und zum Kanton Grands Lacs.
Der Name in der gascognischen Sprache lautet Vathlada. Er leitet sich vermutlich aus den gascognischen Wörtern Vath Lada (deutsch breites Tal) ab.
Die Einwohner werden Belhadais und Belhadaises genannt.

## Geographie
Die Gemeinde Belhade liegt im Zentrum der Landes de Gascogne, des größten Waldgebietes Westeuropas, ca. 60 Kilometer nordnordwestlich von Mont-de-Marsan in der historischen Provinz Gascogne an der Grenze zum Département Gironde.
Umgeben wird Belhade von den Nachbargemeinden:
|         | Mano                                        | Saint-Symphorien (Gironde) |
| Moustey | Kompassrose, die auf Nachbargemeinden zeigt | Argelouse                  |
| Pissos  |                                             | Sore                       |

Belhade liegt im Einzugsgebiet des Flusses Eyre:
Die Petite Leyre und der Ruisseau de Castera, Nebenflüsse des Eyre, durchqueren das Gebiet der Gemeinde ebenso wie Zuflüsse der Petite Leyre,
- der Barade de Castelnau,
- der Ruisseau de Laciraou,
- der Ruisseau du Moulin de Laurens und sein Zufluss,
  - der Ruisseau de Bouyrie, und
- der Ruisseau de Montauzey und sein Zufluss,
  - der Fossé de Peydouat.

Die Flüsse Barade de Sore, Barade de Labourdasse und Craste du Brana bewässern ebenfalls das Gemeindegebiet.
Die Gemeinde trägt seit 2010 die Auszeichnung „Eine Blume“, die vom Conseil national des villes et villages fleuris (CNVVF) im Rahmen des Wettbewerbs der blumengeschmückten Städte und Ortschaften verliehen wurde.

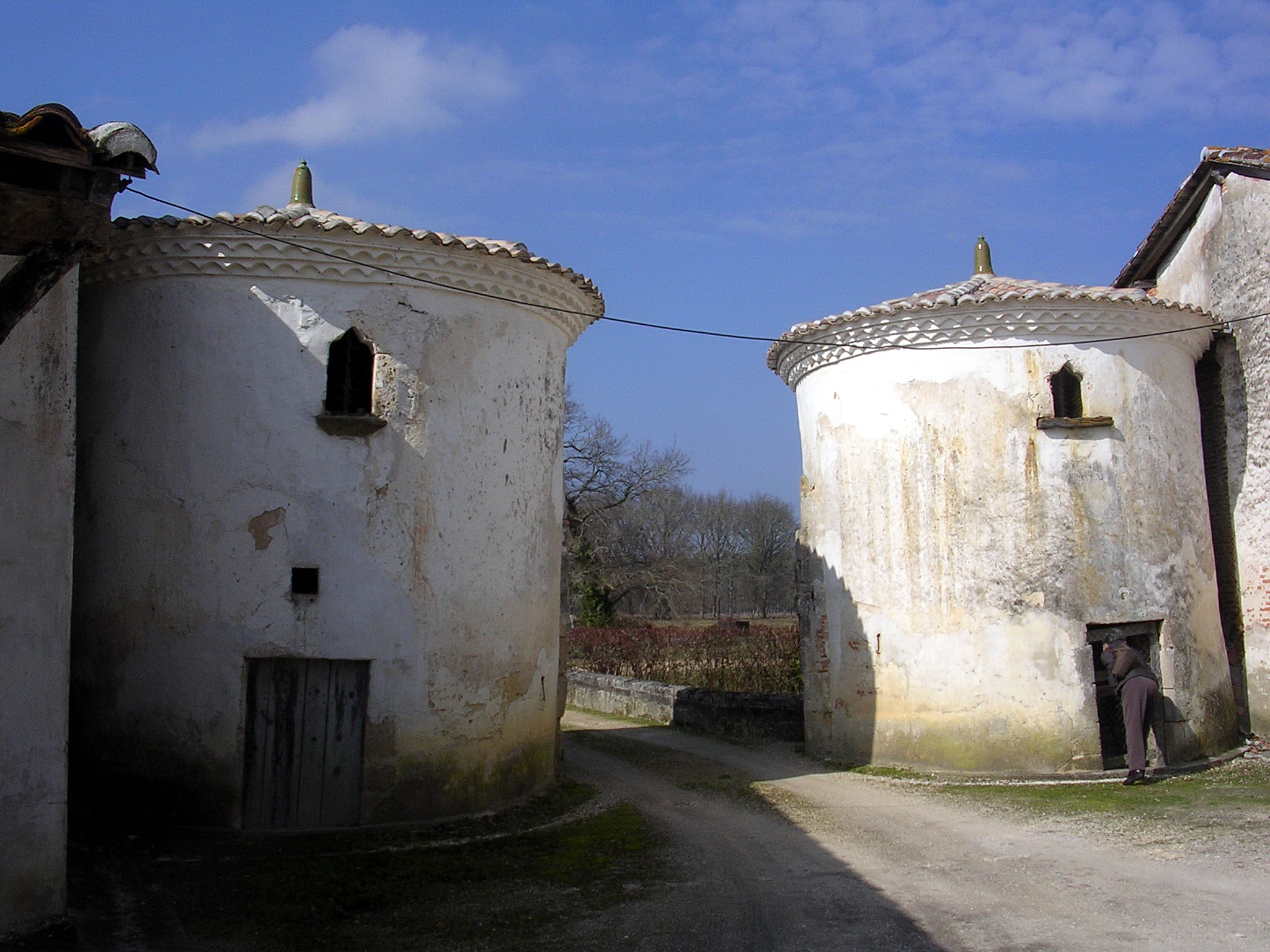
Eingang zum Schloss Rochefort-Lavie

## Geschichte
Der Landstrich wurde bereits von den Römern besetzt. Ihr Lager erlaubte die Überwachung der umliegenden fruchtbaren Hochflächen und der Römerstraße, die unweit vorbeilief. Die ersten Erwähnungen der Familie Belhade datieren auf das Jahr 1079, als ein Bernard de Baslade im Dezember des Jahres Zeuge einer Schenkung war. Zwischen 1104 und 1126 war Bertrand de Baslade Bischof von Bazas. Vor 1350 wurde Belhade zum Baronat erhoben, vermutlich das erste in den Landes. Grundherr André de Belhade heiratete in dem Jahr Jeanne Amaubin, die Tochter eines Bürgers aus Bordeaux. Vermutlich erwarb die Familie d’Albret die Grundherrschaft in der zweiten Hälfte des 14. Jahrhunderts im Zuge des Ausbaus ihres Herrschaftsgebiets. Spätestens 1444 gelangte sie in die Hände der Familie Lanes. Zwei große Familien von Parlamentariern aus Bordeaux folgten der Familie Lanes, 1592 die Familie Babiaut und in der ersten Hälfte des 17. Jahrhunderts die Familie Pontac. Jacques de Pontac war Berater des französischen Königs und Generalprokurator. Im September 1654 erhob König Ludwig XIV. zugunsten von Jacques de Pontac das Baronat zur Grafschaft. Am 22. Februar 1759 erbte die Familie Lavie, ebenfalls eine Parlamentarierfamilie aus Bordeaux die Grafschaft und behielt sie bis zum Ende der Französischen Revolution. Im 19. Jahrhundert etablierte sich eine Tuchproduktion im Zentrum der Gemeinde, die einen regen Erfolg in der ersten Dekade des 20. Jahrhunderts feiern konnte.

### Einwohnerentwicklung
Nach Beginn der Aufzeichnungen stieg die Einwohnerzahl bis zur Mitte des 19. Jahrhunderts auf einen Höchststand von 545. In der Folgezeit sank die Größe der Gemeinde bei kurzen Erholungsphasen bis zu den 1990er Jahren auf rund 100 Einwohner, bevor eine Wachstumsphase einsetzte, die heute noch andauert.
| Jahr      | 1962 | 1968 | 1975 | 1982 | 1990 | 1999 | 2006 | 2010 | 2022 |
| --------- | ---- | ---- | ---- | ---- | ---- | ---- | ---- | ---- | ---- |
| Einwohner | 146  | 134  | 126  | 112  | 101  | 132  | 153  | 192  | 222  |

## Sehenswürdigkeiten

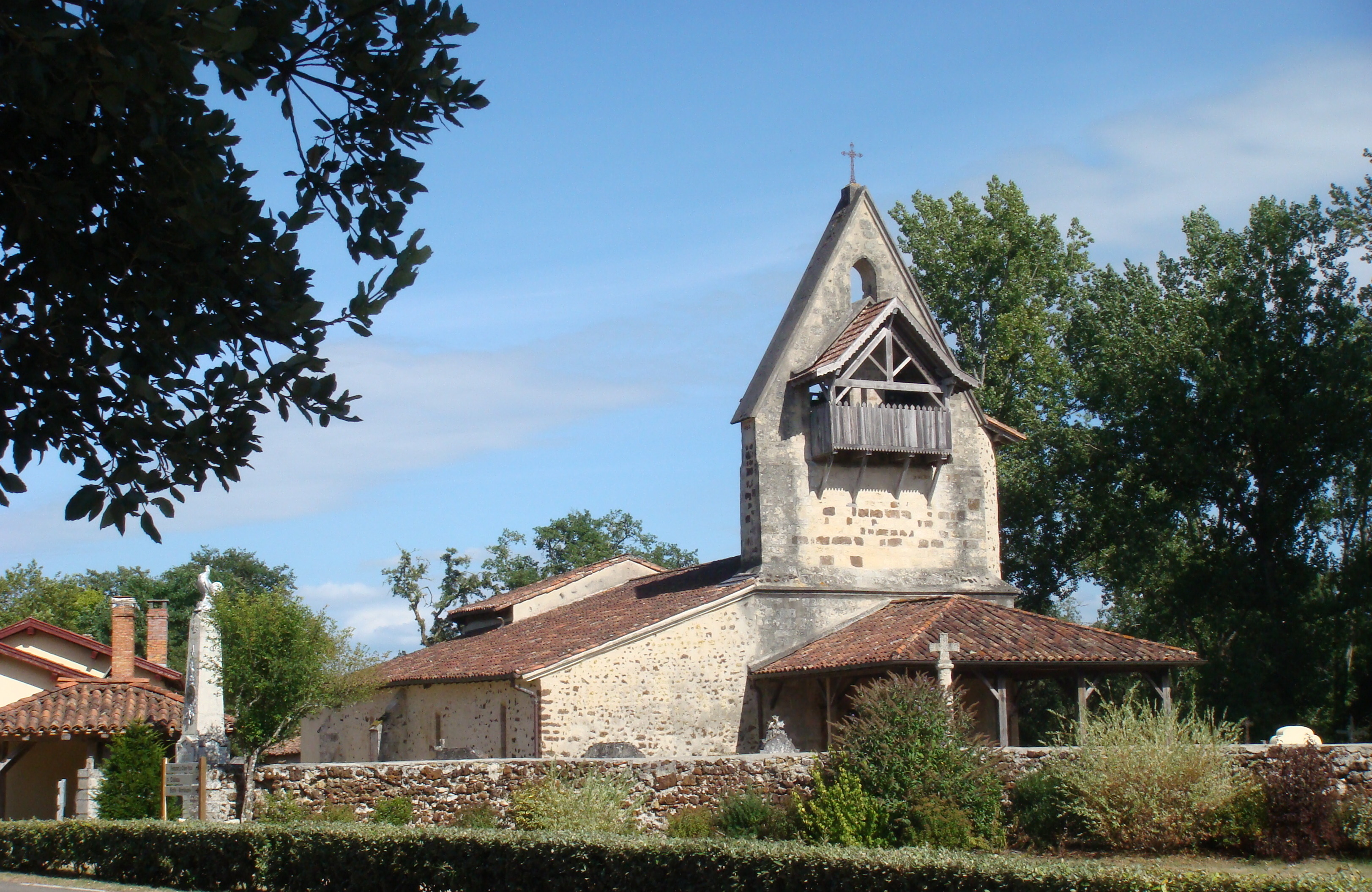
Pfarrkirche Saint-Vincent-de-Xaintes

- Pfarrkirche, geweiht Saint-Vincent-de-Xaintes, dem ersten Bischof von Dax. Der erste, einfache romanische Bau wurde am Ende des 11. Jahrhunderts errichtet und unterstand dem Bistum Bazas. Die Kirche bildete damals zweifellos eine Einheit mit der Motte, aus der später das Schloss errichtet wurde. Das Wappen des Schlosses, das auf dem Gewölbe im Inneren gemalt wurde, unterstützt diese Vermutung. Das Langhaus besaß zunächst nur ein Kirchenschiff, das wie die Apsis mit einem Balkenwerk gedeckt war. Die halbrunde Apsis ist von gleicher Breite, aber höher als das Langhaus und wird von dieser durch einen Triumphbogen getrennt. Sie wird von dicken Strebepfeilern gestützt, wobei der mittlere Pfeiler von einem Fenster in Rundbogenform unterbrochen wird. Das Eingangsportal in der westlichen Fassade datiert aus der Mitte des 12. Jahrhunderts. Es ist aus rotem Stein gebaut und befindet sich heute geschützt unter einem offenen Vorbau. Das Portal zeigt drei Archivolten, von denen zwei auf Säulen mit erzählerischen Szenen Kapitellen ruhen. Auf dem Tympanon ist ein Christusmonogramm zu erkennen. Im 14. Jahrhundert wurden die Fenster der Kirche als Maßwerk umgearbeitet und der Chor mit einem achtteiligen Kreuzrippengewölbe ausgestattet. Die Bögen ruhen auf Sockeln, die mit Personen, Tieren oder Blattwerk verziert sind. Im 15. Jahrhundert wurde auf der nördlichen Seite eine einfache Seitenkapelle angefügt, die wenig später als Seitenschiff mit der gleichen Länge wie das Hauptschiff ausgebaut wurde. Sie ist mit einem vierteiligen Kreuzrippengewölbe ausgestattet. In der Folge wurde der offene Vorbau und der dreieckige Glockengiebel errichtet. Er besitzt drei Aussparungen für die Glocken und wird von einem runden Treppenturm mit einer Schießscharte flankiert. Im 19. Jahrhundert wurde das Langhaus umgearbeitet und eine Empore an seiner Westseite gebaut. Die Kirche hat viele ihrer alten Ausstattungsgegenstände erhalten, insbesondere zwei Statuen aus dem 18. Jahrhundert, die Maria mit Jesuskind und den leidenden Christus darstellen, ein kleines Gemälde mit Maria Magdalena in der Wüste und zwei Vortragekreuze. Am Ende der 1990er Jahre wurden Reste einer früheren Bemalung der Seitenkapelle freigelegt. Das restliche Mobiliar ist in der ersten Hälfte des 19. Jahrhunderts aufgestellt worden, vielleicht als Folge der Verluste während der Schließung der Kirche während der Französischen Revolution. Zahlreiche Ausstattungsgegenstände sind als nationale Kulturgüter registriert. Die Pfarrkirche hingegen ist seit dem 30. Juli 1968 als Monument historique klassifiziert.[9][10][11]

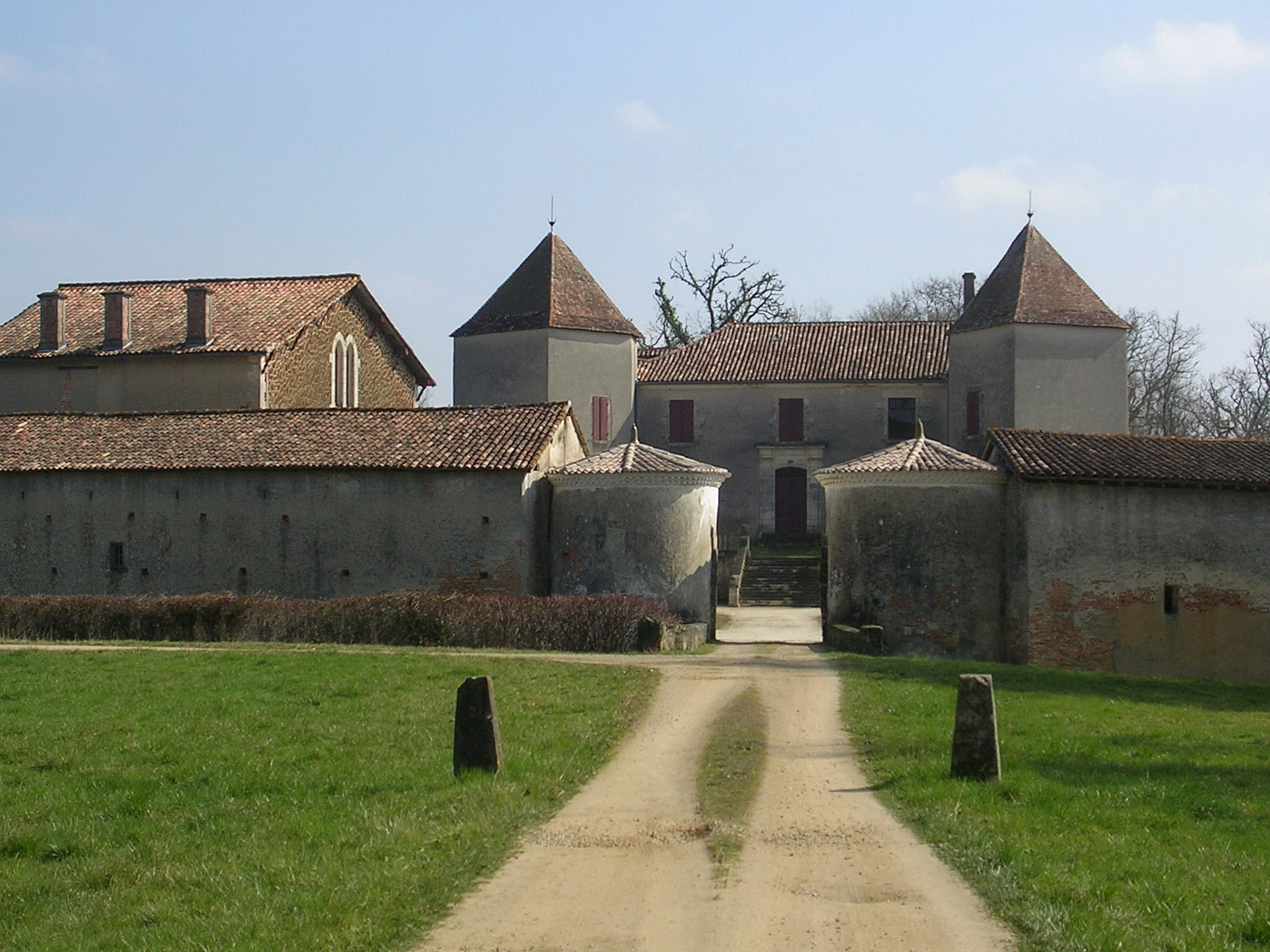
Schloss Rochefort-Lavie

- Schloss Rochefort-Lavie. Die erste Erwähnung einer Motte und eines Schlosses erfolgte im Jahre 1410. 1654 bestand das Schloss nur aus einem Turm, der von einem breiten Graben umsäumt war. Nach mehreren Beschädigungen war das Schloss in einem Zustand des Verfalls bei dem Kauf durch die Familie Lavie in der Mitte des 18. Jahrhunderts. Die Familie führte zwischen 1760 und 1789 umfangreiche Arbeiten zur Restaurierung und Neubau des Schlosses durch. Nach der Französischen Revolution, zu Beginn des 19. Jahrhunderts, gelangte die Familie Rochefort über eine Heirat in den Besitz des Schlosses. Sie hängten den Namen der Lavie an und gaben dem Schloss seinen heutigen Namen. 1883 entwarf der Architekt Paul Lafond aus Narbonne ein Projekt zur Restaurierung. Bei der Ausführung wurde die Inneneinrichtung erneuert und ein Seitenflügel und Nebengebäude errichtet. Die Gebäude sind nunmehr um einen großen Innenhof angeordnet, der sich nach außen über ein Portal mit zwei runden Türmen öffnet. Am Ende des Hofes befindet sich das Hauptgebäude, dessen Westfassade von zwei polygonalen Türmen eingerahmt wird. Das Schloss ist seit dem 16. Januar 2001 als Monument historique klassifiziert und der Öffentlichkeit nicht zugänglich.[6][12][13]

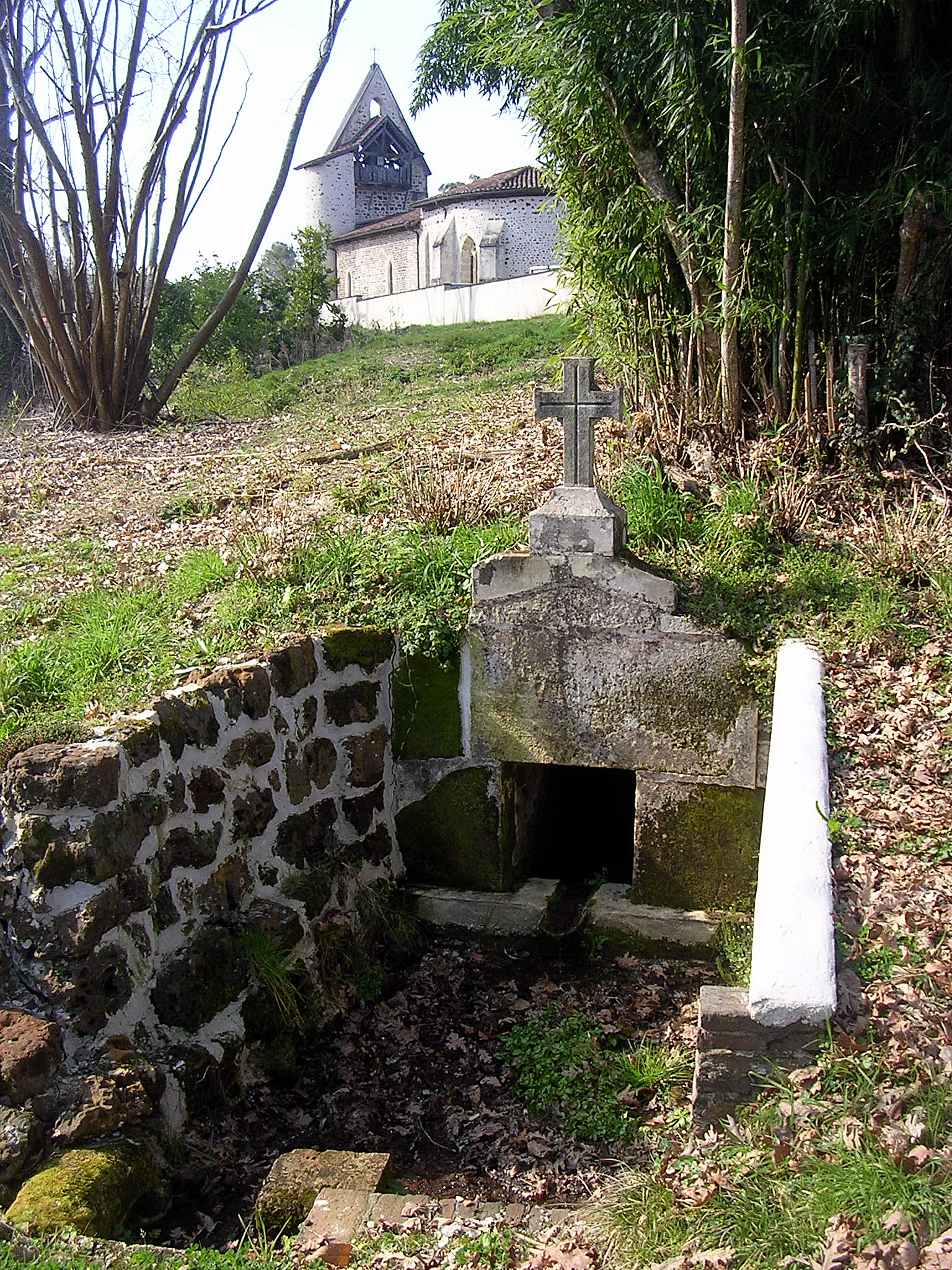
Brunnen Sainte-Anne

- Brunnen Sainte-Anne. Er befindet sich unweit der Pfarrkirche von Belhade. Seinerzeit, als der Volksglauben noch groß war, suchten insbesondere Frauen den Brunnen auf, die auf mehr Muttermilch für ihre Säuglinge hofften. Das Wasser wurde nicht getrunken, sondern direkt auf den Körper aufgetragen. Diese Handlung erfolgte diskret alljährlich im Anschluss der Prozession am Gedenktag der heiligen Anna, dem 26. Juli. In den 1960er Jahren fand diese traditionelle Zeremonie ein vorläufiges Ende, doch im Jahre 1992 entschied der Bürgermeister von Belhade, diese Tradition wieder aufzunehmen. Der Brunnen wurde 1889 restauriert.[14]

## Wirtschaft und Infrastruktur
Handel und Dienstleistungen sind die wichtigsten Wirtschaftsfaktoren der Gemeinde.

### Sport und Freizeit
- Belhade liegt im Regionalen Naturpark Landes de Gascogne.[16]

- Ein sehr leichter Rundweg mit einer Länge von 2,5 km führt ohne Höhenunterschied durch das Zentrum von Belhade.[17]

### Verkehr
Belhade ist erreichbar über die Routes départementales 120, 356 und 651.